# Ferndown
Ferndown är en ort i civil parish Ferndown Town, i kommunen Dorset, i grevskapet Dorset, i England, Storbritannien. Antalet invånare är 17 650.Närmaste större samhälle är Bournemouth, 10 km söder om Ferndown. 